# Dreamcast

Logo konsoli PAL

Dreamcast (jap. ドリームキャスト) – konsola do gier firmy Sega, będąca platformą szóstej generacji. Sprzedaż oficjalnie rozpoczęto dnia 27 listopada 1998 roku. Aktualnie nowe egzemplarze konsoli nie są produkowane ani nie wychodzą na nią żadne nowe gry. Są również częściej wydawane programy, emulatory i gry domowej roboty, tworzone przez internautów lub mniejsze firmy.
W fazie produkcyjnej konsola przybierała następujące nazwy: White Belt, Black Belt, Dural, Dricas, Vortex, Katana, Shark i Guppy. W październiku 2007 roku biblioteka oficjalnych gier na tę platformę liczyła ponad 325 tytułów.
Sama konsola nie posiada własnego systemu operacyjnego, jest on wczytywany z nośnika z grą. Część tytułów posiada wbudowany system Windows CE.

## Historia i produkcja konsoli

### Premiera
Premiera konsoli Sega Dreamcast miała miejsce w listopadzie 1998 roku w Japonii, we wrześniu 1999 roku w Ameryce Północnej (data 09.09.99 była silnie promowana przede wszystkim w Stanach Zjednoczonych), 14 października 1999 roku w części państw europejskich (pierwotnie miała się ukazać 23 września 1999) oraz 1 grudnia 2000 roku w Polsce (wyłącznym dystrybutorem był Lanser.net). Ze względu na techniczne problemy, Sega nie była w stanie sprostać wysyłce konsoli podczas premiery w Japonii, miało to związek z brakiem procesorów graficznych wytwarzanych przez firmę NEC. Prezes amerykańskiego oddziału Segi, Berni Stolar poprawił relacje z głównymi sprzedawcami detalicznymi, z których wielu nie zostało uwzględnionych przy premierze konsoli Sega Saturn. Przed premierą w USA Sega podjęła pewne kroki, aby przedstawić odbiorcom możliwości konsoli, wystawiając ją w sklepach na terenie całego kraju. Początkowo firma przedstawiła 17 tytułów startowych. Ekspozycje gier takich, jak: Soul Calibur, Sonic Adventure, Power Stone czy Hydro Thunder, pozwoliły firmie osiągnąć sukces podczas pierwszego roku w Stanach Zjednoczonych.
W samych Stanach Zjednoczonych 300 000 sztuk zostało zamówionych przedpremierowo, po czym sprzedano 500 000 konsol w dwa tygodnie (łącznie z 225 132 sztukami sprzedanymi w 24 godziny od premiery). Firma potwierdziła swój zarobek w kwocie 98,4 milionów dolarów od czasu premiery 9 września 1999 roku. Sega porównała nawet swój rekordowy zarobek do filmu Gwiezdne wojny: część I – Mroczne widmo, który zarobił 28,5 milionów dolarów podczas pierwszego dnia wyświetlania filmu w kinach.

### Konkurencja
W marcu 1999 roku Sony przedstawiło swoją nową konsolę PlayStation 2, której data premiery została zapowiedziana na 4 marca 2000 roku w Japonii oraz 26 października 2000 roku w Stanach Zjednoczonych. Konsola podczas premiery posiadała tylko sześć tytułów startowych, jednak mimo tego sprzedaż utrzymywała się na wysokim poziomie. Sprzedaż Dreamcasta stale rosła do 30 września 2000, kiedy wyprzedziła konsolę Nintendo 64. Podczas tego okresu, Sony zdarzało się mieć pewne opóźnienia w produkcji sprzętu, a jego ceny dochodziły nawet do 1000 dolarów na aukcjach internetowych.
We wrześniu 2000 roku, jeszcze przed premierą PlayStation 2 na rynku amerykańskim, sprzedaż Dreamcasta zaczęła powoli spadać. W drugiej połowie roku zdecydowano się obniżyć cenę produktu z początkowych $199 na $149 USD (wynosiło to połowę kwoty, którą trzeba było zapłacić za PS2, co zostało wykorzystane w kampanii reklamowej Segi przeciwko Sony). Pozwoliło to na krótko podnieść wyniki sprzedaży konsoli. Do tego momentu firma sprzedała tylko 2,6 miliona sztuk konsoli, co niezupełnie pokrywało się z przewidywanym celem analityków, którzy ustalili zadowalający pułap sprzedaży na poziomie 5 milionów sztuk.

### Poza USA i Japonią
Jednym z elementów promocji konsoli Dreamcast na terenie Europy był sponsoring czterech drużyn piłkarskich: Arsenal F.C. (Anglia), AS Saint-Étienne (Francja), US Sampdoria (Włochy) oraz Deportivo La Coruña (Hiszpania). Nieefektywna współpraca z wymienionymi drużynami pochłonęła znaczną część budżetu firmy. Nie pozwoliło to tym samym na wystarczającą promocję nowych serii gier wideo, która w istocie okazałyby się bardziej korzystna z perspektywy sprzedaży i zarobków firmy.
Wiele istotnych tytułów nigdy nie zostało wydanych na rynku europejskim. Gry takie jak Unreal Tournament czy Daytona 2001 zostały okrojone względem innych wersji, przede wszystkim pozbawione zostały trybu online. Ostatecznie w Europie pojawiło się wyłącznie pięć gier stricte przeznaczonych na rozgrywkę sieciową. Były to: Phantasy Star Online, Quake III: Arena, Starlancer, Toy Racer oraz Worms World Party.
Do marca 2001 roku, w Polsce było 15 000 użytkowników tejże konsoli.

### Zaprzestanie produkcji
31 stycznia 2001 roku firma Sega ogłosiła zaprzestanie produkcji konsoli Dreamcast z dniem 26 marca 2001 roku. Ostatnią grą na rynku amerykańskim było NHL 2K2 wydane w lutym 2002 roku. Sega potwierdziła brak planów na wydanie następcy swojej konsoli. Wprowadzono także ostateczną obniżkę cen, która utrzymywała się na poziomie 49,99 dolarów.

### Regionalizacja
Konsola była produkowana w trzech wersjach: PAL europejska (niebieskie logo), NTSC-U amerykańska (pomarańczowe logo), NTSC-J japońska (czerwone logo). Gry z innego regionu niż konsola nie działały z powodu blokady regionalnej. W Brazylii, która posiadała system PAL-M sprzedawano amerykańską wersje konsoli.

## Specyfikacja techniczna

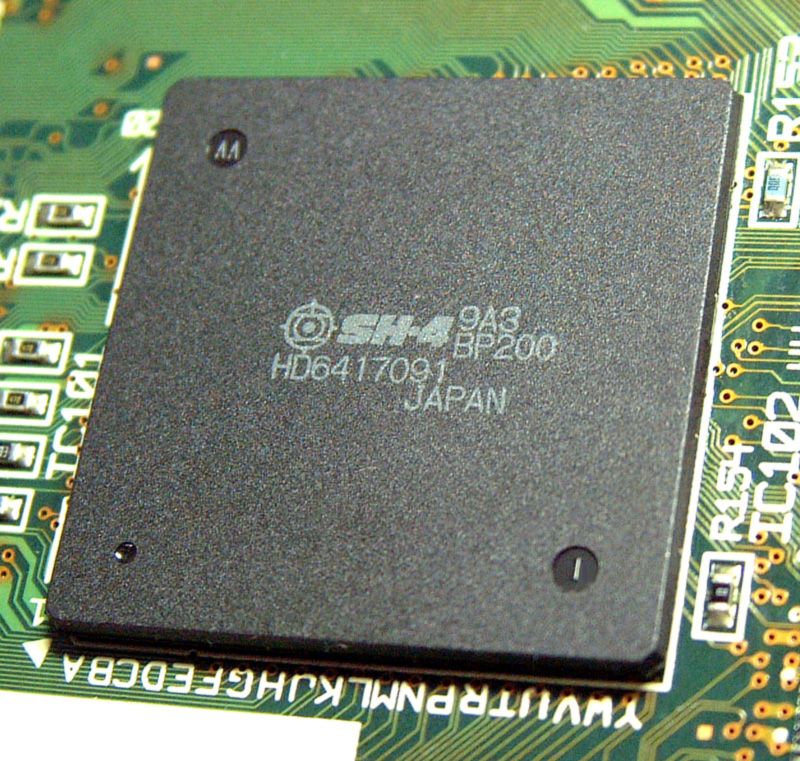
Serce konsoli Dreamcast – procesor główny SH-4 200 MHz (SH7091)

- procesor – Hitachi SH-4 (SH7091)[6][7] 200 MHz (32-bitowy procesor RISC, 250 nm, 1,5 TDP, 8 KB cache instrukcji, 16 KB cache danych, 360 MIPS ze 128-bitową szyną danych
- FPU max. (1,4 GFLOPS),
- koprocesor operacji graficznych SIMD,
- kontroler DMA[8]
- pamięć główna – 16 MB 100Mhz (dwie kości po 8 MB) SDRAM
- pamięć graficzna – 8 MB 100 Mhz SDRAM (4 kości po 2 MB)
- pamięć procesora dźwięku AICA – 2 MB SDRAM[9]
- procesor graficzny HOLLY – NEC PowerVR2 (Series 2) CLX2 (100 MHz), 128-bitowa szyna danych, 250 nm, maksymalna rozdzielczość 640x480, 24-bitowa paleta barw (16,7 mln kolorów), sprzętowe wsparcie dla zaawansowanych technik 2D i 3D (kompresja tekstur przeciętnie 5:1, alpha blending, perspective correction, gouraud shading, z-buffer, mip mapping, filtrowanie trójliniowe, filtrowanie dwuliniowe, filtrowanie anizotropowe, pełnoekranowy antyaliasing, max 60 fps, max. 7,1 mln poligonów/s), przepustowość RAM/VRAM 0.8GB/s, sprzętowa dekompresja MPEG1[8]
- procesor dźwięku – AICA 45 MHz Yamaha ASIC 64 kanały PCM 44.1 kHz, wsparcie dla sprzętowej dekompresji ADPCM 4:1[9] oraz uklad ARM7DI ~2.82 MHz[10]

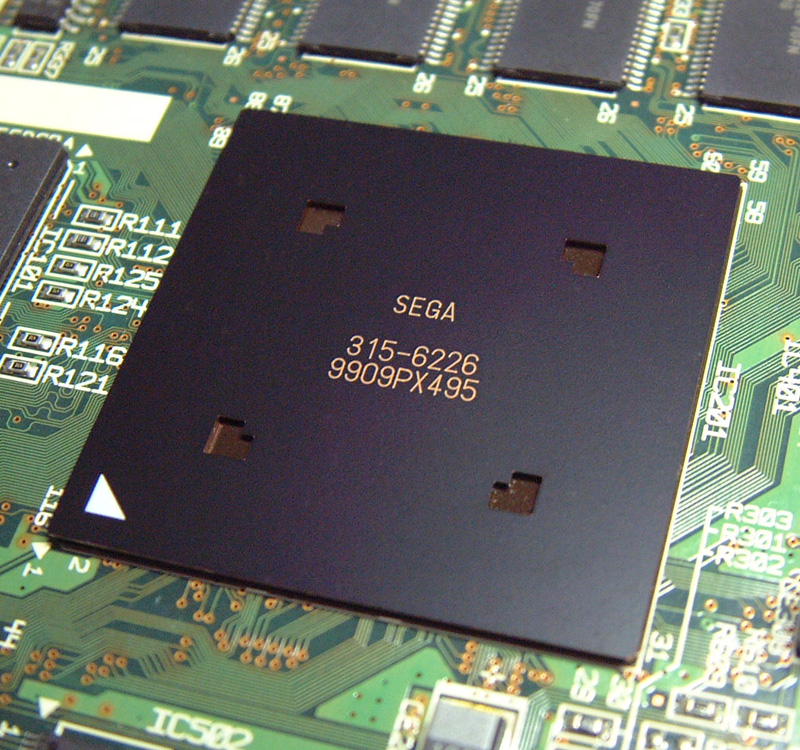
układ graficzny "HOLLY"

Konsola posiada także wbudowany napęd GD-ROM (płyty o pojemności 1 GB) (GigaByte Disc), prędkość odczytu 12x (1,8 MB/s) oraz wbudowany modem (wczesna wersja japońska 33,6 kb/s, reszta świata standardowe 56 kb/s). W niektórych krajach konsola była sprzedawana bez modemu (Brazylia i niektóre kraje azjatyckie). Do konsoli można podłączyć cztery pady. Posiada również kartę pamięci o nazwie VMU (Visual Memory Unit), która w odróżnieniu od innych kart pamięci posiada wyświetlacz oraz możliwość uruchamiania gier specjalnie dla niej napisanych. Posiada 8-bitowy procesor Sanyo LC86K87, wyświetlacz monochromatyczny LCD 32x48, 196 B XRAM ekranu, 16 KB BIOS- IPL, 512 B RAM, 64 KB Flash.
Niektóre gry wspierały technologię dźwięku przestrzennego QSound (nie wymagały amplitunera) lub Dolby Surround (wymagały amplitunera Dolby Surround).

## Dodatkowe kontrolery (manipulatory)

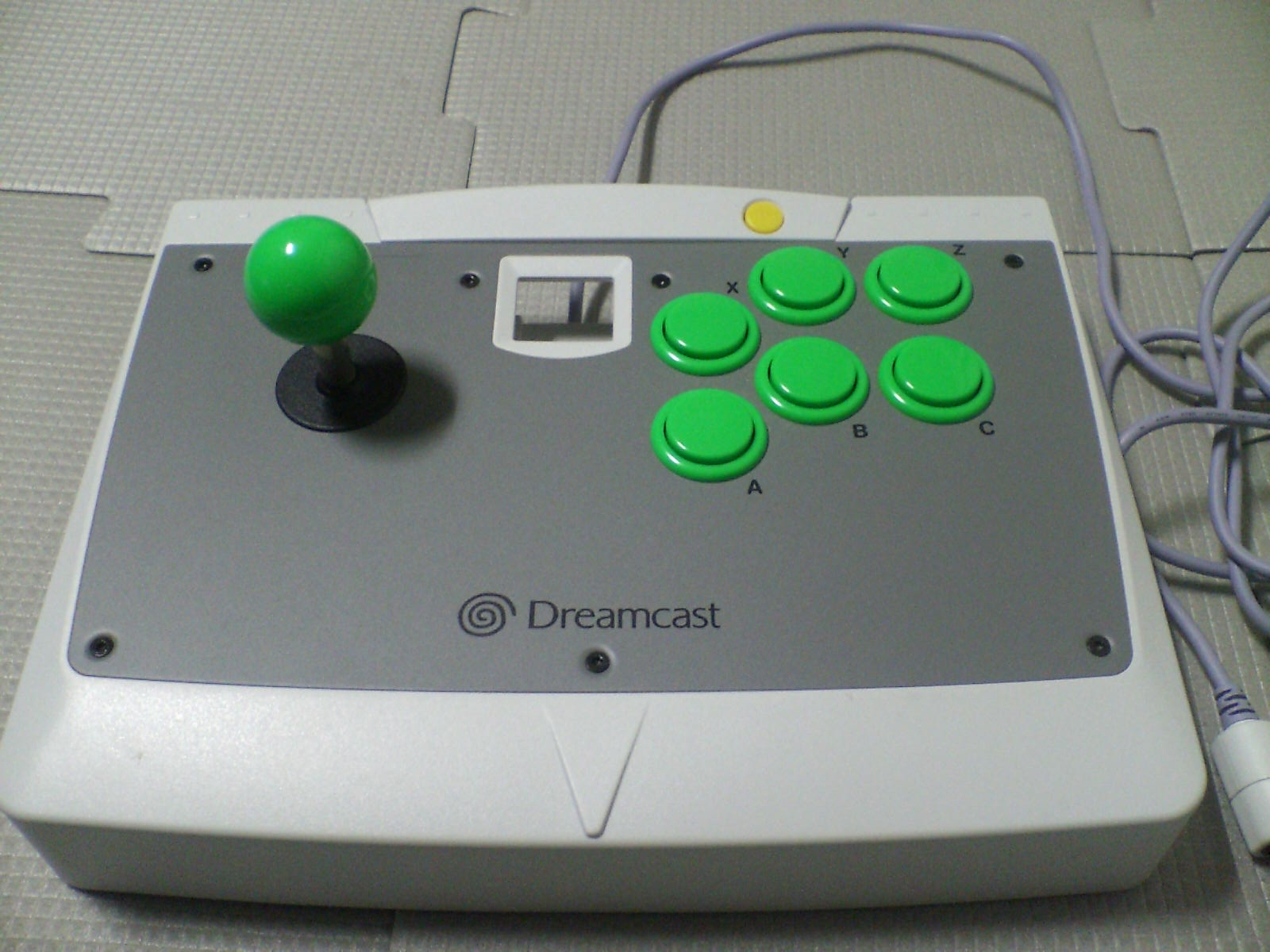
Arcade Stick – kontroler wykorzystywany w grach typu bijatyki

- wędka – manipulator imitujący wędkę, nie zawierał długiego kija, lecz tylko kołowrotek
- pistolet świetlny
- kierownica
- marakasy (dołączone do gry Samba de Amigo),
- Arcade Stick – kontroler przypominający manipulatory z automatów do gry
- klawiatura
- mysz kulkowa wykorzystywana w przegladarce internetowej i grach: Hidden & Dangerous, Railroad Tycoon II , Outtrigger, Quake III Arena, Unreal Tournament, Half-Life, Soldier of Fortune, Tom Clancy's Rainbow Six Rogue Spear,
- mata do tańczenia w grach z serii Dance Dance Revolution
- Twin Stick – manetka samolotowa
- sterownik pociągu – manipulator przypominający wolant sterowniczy japońskich pociągów (dołączony do gry Densha de Go! 2, sprzedawany tylko w Japonii)

## Akcesoria dodatkowe

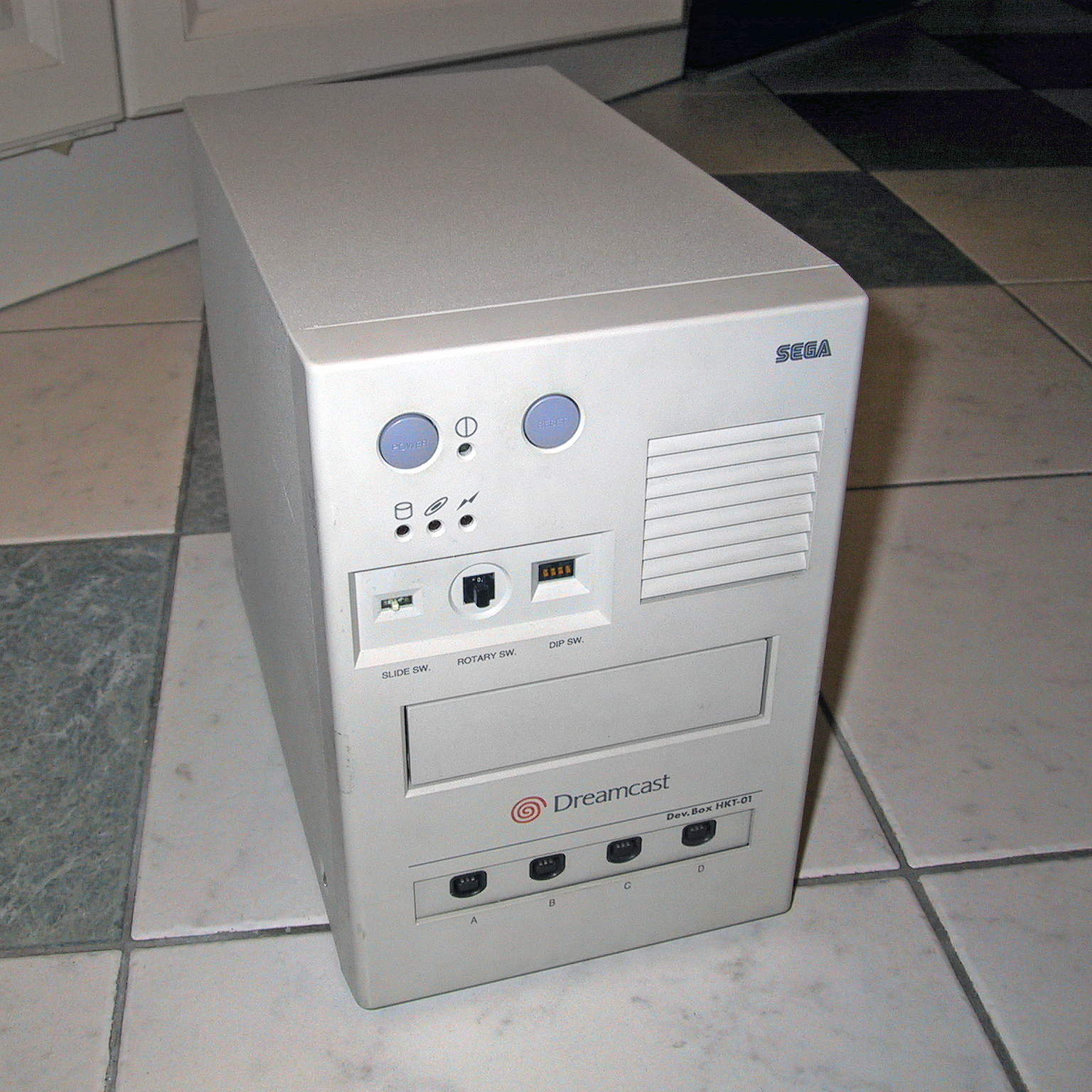
Sega Dreamcast HKT-01 Development Box

- VGA BOX – urządzenie umożliwiające wyświetlanie obrazu na monitorze komputerowym w rozdzielczości 640x480 @ 60 hz
- Rumble Pack (Vibration Pack, Jolt Pack, Jump Pack, Puru Puru Pack) – urządzenie wkładane do pada umożliwiające uzyskanie wibracji w grach
- Dreameye – zestaw zawierający kamerę internetową, headset i specjalne oprogramowanie umożliwiająca wideokonferencje na żywo lub wysyłanie wideomaili (wydany tylko w Japonii)
- Dream Karaoke – specjalna przystawka umieszczana pod konsolą, do której można podłączyć mikrofon i bawić się śpiewając karaoke, w zestawie dołączono płytę z piosenkami (wydana tylko w Japonii)
- mikrofon (w zestawie z grą Seaman) – umożliwiał wydawanie komend słownych w języku angielskim, wpływając na świat gry
- LAN Adapter - (wydany tylko w Japonii) umożliwiał podłączenie kabla ethernet 10 MB/s i działał tylko z przeglądarką internetową
- Broadband Adapter – specjalny adapter montowany w miejsce modemu, umożliwiał podłączenie kabla ethernet 100 MB/s do konsoli (tylko niektóre gry wykorzystywały jego możliwości)
- Development Box – zestaw dla twórców gier zawierający płytę główną Dreamcasta i czytnik płyt GD-R

## Systemy operacyjne
- Katana SDK - oryginalny zestaw narzędzi do tworzenia[12]
- Windows CE (Dragon SDK)- pozwalał łatwo przeportować gry z PC na Dreamcasta zgodne z DirectX
- KallistiOS - napisany dla twórców niezależnych gier
- Dreamshell - oparty na kodzie KallistiOS, system dla niezależnych pasjonatów
- NetBSD - system wspierający architekturę SuperH
- LinuxDC - wersja Linuksa dla architektury SuperH